# Чемберлен, Сэмюэль
Сэмюэль Чемберлен (англ. Samuel Chamberlain, полное имя Samuel Emery Chamberlain; 1829—1908) — американский военный деятель, художник и писатель.

## Биография
Родился 27 ноября 1829 года в городе Center Harbor, штат Нью-Гэмпшир, в семье Эфраима (Ephraim Chamberlain) и Лидии (Lydia Leonard Chamberlain) Чемберлен.

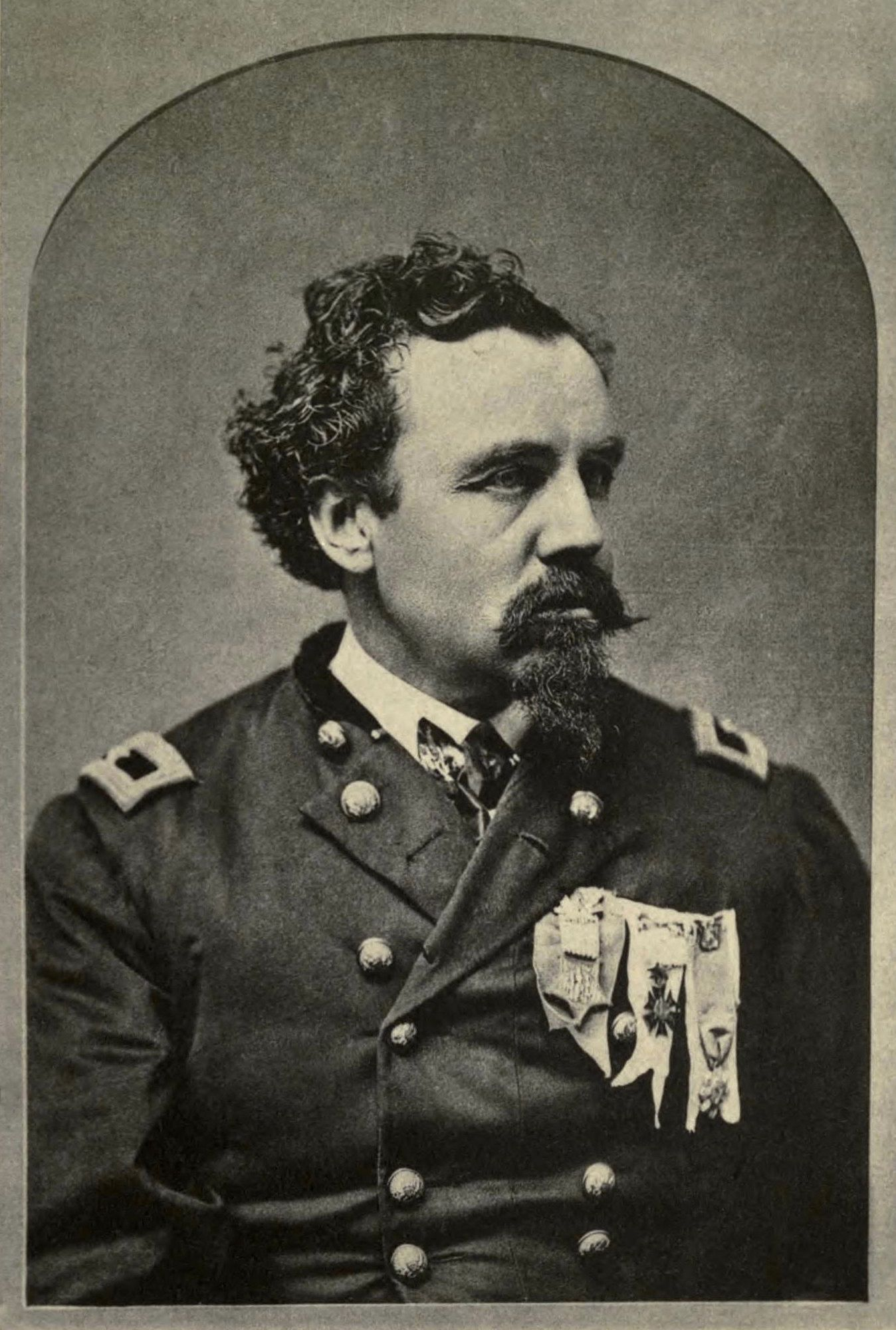
Фотография с наградами

Затем семья переехала в Бостон, штат Массачусетс, где Сэмюэль провёл бо́льшую часть своего детства. В 1844 году в он без разрешения покинул дом и поехал в Иллинойс. Два года спустя он присоединился ко 2-му Иллинойсскому добровольческому полку (2nd Illinois Volunteer Regiment) и направился в Техас, чтобы участвовать в американо-мексиканской войне. В Сан-Антонио Чемберлен присоединился к регулярной армии и стал служить в 1-м кавалерийском полку (1st Cavalry Regiment). Был участником битвы при Буэна-Виста в феврале 1847 года, а также ряда других военных операций в Мексике. Некоторое время участвовал в действиях банды охотников за скальпами Джона Глэнтона. В 1849 году стал дезертиром и вернулся домой в Бостон, чтобы создать семью.
Во время Гражданской войны в США служил в штабе у генерала Уильяма Аверелла, в звании подполковника командовал 1-м Массачусетским добровольным кавалерийским полком (1st Massachusetts Volunteer Cavalry). Затем командовал 5-м Массачусетским добровольным кавалерийским полком (5th Regiment Massachusetts Colored Volunteer Cavalry), стал полковником. Был несколько раз ранен. 24 февраля 1865 года президент Авраам Линкольн назначил Сэмюэля Чемберлена бригадным генералом Добровольческой армии США. Был отстранен от добровольцев США 16 сентября 1865 года. Был удостоен ряда наград.
После войны Чемберлен был надзирателем государственных тюрем в Массачусетсе и Коннектикуте. Поселившись окончательно в штате Массачусетс со своей семьей, Сэмюэль Чемберлен стал известен своими картинами, которые в основном состоят из пейзажей и батальных сцен, изображающих мексиканско-американскую войну. Большая коллекция его работ хранится в музее San Jacinto Battleground State Historic Site. Он также написал и проиллюстрировал автобиографический отчет о своих путешествиях в течение 1840-х годов, особенно о его службе в мексиканско-американской войне и приключениях с бандой Глэнтона под названием «My Confession: The Recollections of a Rogue», который он написал между 1855 и 1861 годами. Эта работа послужила основой для романа писателя Кормака Маккарти «Кровавый меридиан», написанного в 1985 году.
Умер 10 ноября 1908 года в городе Вустер, штат Массачусетс. Был похоронен на кладбище Mount Auburn Cemetery города Кембридж, округ Мидлсекс этого же штата.
В браке с Мэри Чемберлен (Mary Keith Chamberlain) у него родилось трое детей.

Некоторые работы
Hanging of the San Patricios
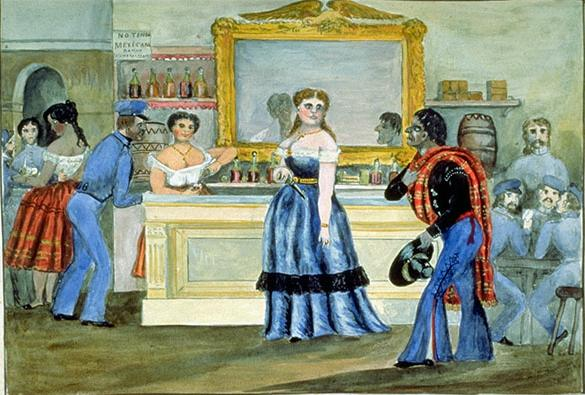
The Great Western as Landlady